# Amanislo
Amanislo war ein nubischer König. Er ist bekannt von seiner Pyramide Beg S5 in Meroe und von zwei Löwenfiguren vom Jebel Barkal (sogenannte Prudhoe-Löwen), auf denen er seinen Namen anbrachte, die aber ursprünglich von Pharao Amenophis III. stammen.
Amanislo datiert wohl ins 3. vorchristliche Jahrhundert. Er regierte nach Steffen Wenig um 260 bis 250 v. Chr. Die Lage seiner Pyramide mag andeuten, dass er der Nachfolger von Arkamaniqo (Ergamenes I.) war. Sein Thronname lautete Anchbeferibre.
Amanislo erscheint als Amonasro im Szenarium von Auguste Mariette für das Libretto von Verdis Aida.